# Bataille de Candespina
 (avril 2020).
La Bataille de Candespina a lieu le 26 octobre 1110 à Fresno de Cantespino (non loin de Sepúlveda, Ségovie) qui voit s'affronter les armées d'Alphonse Ier d'Aragon (dit «Le Batailleur») contre une coalition de troupes léonaises, castillanes et galiciennes en faveur d'Urraque Ire de León.

## Contexte
Depuis le mois de juin 1110, les relations entre Alphonse Ier d'Aragon et Urraque de León, mariés l'un à l'autre, se sont dégradées. Urraca concède d'importants privilèges à Diego Lopez I de Haro, qui est à l'époque seigneur d'Álava, sur Biscaye et Nájera (où la reine commence à réunir des troupes) pour rassembler des partisans à sa cause, appuyée par certains membres de la noblesse de León, de Castille et de Galice. Ses partisans, tel que le comte de Traba Pedro Froilaz (es) — qui aspire à obtenir le pouvoir féodal sur la Galice—, se sont accordés sur les droits au trône du petit fils de Alphonse VI de León, l'infant Alfonso Raimúndez (futur Alphonse VII) qui a été relégué sur le contrat de mariage d'Urraca et du Batailleur. À cela s'ajoute la possible relation amoureuse que Gómez González Salvadórez, connu a posteriori comme le «comte de Candespina», entretient avec l'infante Urraca quand, sur son lit de mort, Alphonse VI désigne Alphonse Ier d'Aragon comme son futur mari, avec le dessein du roi de León de la nommer héritière du trône, provoquant ainsi la prévisible contrariété de Gómez González. Toute cette coalition se révolte contre le roi d'Aragon, en qui ils voient un intrus, et propagent une image du Batailleur très négative qui sera reflétée postérieurement dans les chroniques léonaises, telle que la Crónica compostelana, dont le but est l'exaltation de l'évêque de Saint-Jacques-de-Compostelle Diego Gelmírez, qui en 1111 prend parti pour la cause de la rébellion contre le roi aragonais avec pour objectif l'extension de son diocèse vers la création d'un archevêché qui s'étendrait sur une grande partie de León, du Portugal et de l'actuelle Estrémadure
D'un autre côté, l'archevêque Bernard de Sédirac reçoit à Sahagún en la présence des évêques de León et d'Oviedo des lettres du pape déclarant la nullité du mariage d'Alphonse et d'Urrica sous le prétexte de parenté éloignée, et menace d'excomunier les deux époux s'ils n'exécutent pas son mandat.
De la sorte, il s'établit une atmosphère hostile contre le roi Alphonse Ier masquant une réelle guerre civile entre des parties motivées en réalité par des ambitions de pouvoir féodal, et qui obtinrent le soutien de la population à la faveur d'une période de pénurie, cette population pouvant aussi trouver des moyens de subsistance en soutenant l'un ou l'autre faction.
Dans cette situation, la reine Urraca mène un front rebelle contre son époux et rassemble à Burgos les forces d'importants prélats et magnats léonais, castillans, portugais et galiciens, parmi lesquels on peut citer Pedro Ansúrez (es), Fruela Díaz (es) ou encore Rodrigo Muñoz (en), menés par
Gómez González et Pedro González de Lara (es), dont l'action de ce dernier sera décisive sur l'issue de la bataille. Alphonse Ier peut compter de son côté sur le soutien d'Henri de Bourgogne (comte de Portugal).

## Déroulement
La bataille eut un déroulement débattu, la seule chose connue avec certitude est qu'Alphonse Ier obtint une nette victoire. Il est généralement admis que les dissensions internes dans le camp d'Urraca eurent une influence décisive sur la bataille. D'après Rodrigo Jiménez de Rada, auteur de De rebus Hispaniae, Pedro González de Lara commanda l'avant garde de l'armée et s'enfuit peu de temps après le début de la mélée, désavantageant ainsi le camp castillo-léonais et découvrant l'autre commandant, Gómez González, qui mourut au combat.
La tradition castillane indique que Pedro González de Lara abandonna l'affrontement dès le début car il rivalisait avec Gómez González pour la reine Urraca, car il était soupconné que Gómez González maintenait des relations amoureuses avec Urraca. Pedro González de Lara aurait trahi son rival afin de rester l'unique favori de la reine.
La victoire d'Alphonse Ier le Batailleur, bien qu'elle fût écrasante, n'eut pas de conséquences majeures. Bien qu'elle ait donné lieu à une trève temporaire entre les deux factions rivales (et entre les deux époux), la rébellion continua et s'amplifia avec la prise de position de l'évêque de Saint-Jacques Diego Gelmírez l'année suivante et la proclamation de l'infant Alfonso Raimúndez comme roi de León avec tout le faste dont était capable la noblesse de Compostelle. Après une opposition continue et de nombreuses difficultés, le roi aragonais finit par renoncer au trône de León, au titre d'empereur (qu'il avait hérité d'Alphonse VI), et, en définitive, à la possibilité d'une union dynastique entre les royaumes de León et d'Aragón qui aurait pu constituer une union rapide de la plus grande partie de l'Espagne chrétienne de l'époque (seuls restaient les comtés pyrénéens orientaux, légalement sous vassalité française).